# 레닌의 노래
《레닌의 노래》는 2006년 9월 18일, 문학|판에서 만들고 열림원에서 펴낸, 시인 김정환의 시집이다. 2003년 8월에 펴낸 《하노이-서울 시편》 이후, 3년 동안 발표한 시를 모은 책이다.
제1부 풍경의 나무, 제2부 언어의 악성, 제3부 사랑의 노래로 구성되어 있다. 시집을 여는 시는 〈쉰 살, 망년 중〉이고 닫는 시는 〈노래는〉이며, 홍용희가 해설 〈간절한 시간의 기억〉을 썼다.

## 참고자료
- 신형철 (2007년 3월 29일). “레닌을 위한 서정시”. 한겨레21. 2008년 4월 15일에 확인함.